# Космынино (деревня)
Космынино — деревня в Нерехтском районе Костромской области. Входит в состав Воскресенского сельского поселения.

## География
Находится в юго-западной части Костромской области на расстоянии приблизительно 13 км на северо-восток по прямой от районного центра города Нерехта.

## История
В 1872 году здесь было учтено 18 дворов, в 1907 году отмечено было 46 дворов. 

## Население
Постоянное население составляло 137 человек (1872 год), 208 (1897), 306 (1907), 0 в 2002 году), 1 в 2022.